# Liste der türkischen Botschafter in Libyen
Der Botschafter leitet die Botschaft in Tripolis.
| Ernennung Akkreditierung | Botschafter            | Bemerkung | Ministerpräsident der Türkei | Staatsoberhaupt Libyens        | Posten verlassen |
| ------------------------ | ---------------------- | --- | ---------------------------- | ------------------------------ | ---------------- |
| 1. Jan. 1952             | Necip Sait Tamboy      | | Adnan Menderes               | Idris                          | 1. Jan. 1953     |
| 1. Sep. 1953             | Mustafa Faiz Yörükoğlu | | Adnan Menderes               | Idris                          | 1. März 1957     |
| 1. Juli 1963             | Burhan Işın            | | İsmet İnönü                  | Idris                          | 1. Dez. 1966     |
| 1. Dez. 1966             | Mustafa Borovalı       | | Suad Hayri Ürgüplü           | Idris                          | 1. März 1970     |
| 1. März 1970             | Özdemir Yiğit          | (* 2. März 1928 in Vize; † 10. August 1995 in Istanbul) 1970–1974 Botschafter in Tripolis, 1974–1978: Botschafter in Kopenhagen im Juli 1979-Juli 1980: Ministerialdirigent der Abteilung Verwaltung und Haushalt, 24. Okt. 1980 – 24. Okt. 1980: Botschafter in Berlin, 1984–1986: Botschafter in Bern. | Suad Hayri Ürgüplü           | Muammar al-Gaddafi             | 1. Sep. 1974     |
| 1. März 1975             | Hikmet Özkan           | | Süleyman Demirel             | Muammar al-Gaddafi             | 1. Juli 1978     |
| 1. Juli 1978             | Mustafa Aşula          | 26. März 1994 – 28. Juni 1995: Botschafter in Alma Ata | Mustafa Bülent Ecevit        | Muammar al-Gaddafi             | 1. Dez. 1985     |
| 1. Dez. 1985             | Bilgin Unan            | | Turgut Özal                  | Mifta al-Usta Umar             | 1. Juni 1989     |
| 1. Juni 1989             | Erdim Tezel            | | Yıldırım Akbulut             | Mifta al-Usta Umar             | 1. März 1993     |
| 1. Apr. 1993             | Uluç Özülker           | (* 11. März 1942 in Istanbul) 1961: Abitur: Galatasaray-Gymnasium, 1965: Studium der Politikwissenschaft an der Universität Ankara, Eintritt in den auswärtigen Dienst, 1993–1995: Botschafter in Tripolis, 1995–1998: ständiger Vertreter bei der EU, 1998–2000: Anakara Abteilung: europäische Angelegenheiten, beamteter Staatssekretär, 2002–2005 ständiger Vertreter bei der OECD, 2002–2005: Botschafter in Paris, 2006: Versetzung in den Ruhestand. | Tansu Çiller                 | Zantani Muhammad az-Zantani    | 1. Jan. 1995     |
| 1. Jan. 1995             | Ateş Balkan            | | Tansu Çiller                 | Zantani Muhammad az-Zantani    | 1. Juni 1997     |
| 1. Feb. 1998             | Müfit Özdeş            | (* 15. Mai 1943 in Ankara) Kindheit und Jugend in Istanbul, Abitur Robert College, Studium: Elektrotechnik, Wirtschaftswissenschaft an der Technischen Universität des Nahen Ostens, nach dem 12. März 1971 in Beirut, lebte eine Weile in Oslo. 1975: Rückkehr in die Türkei, Seit 1983 Science-Fiction-Autor. | Mesut Yılmaz                 | Zantani Muhammad az-Zantani    | 1. Feb. 2002     |
| 1. Juni 2002             | Rıza Erkmenoğlu        | | Abdullah Gül                 | Zantani Muhammad az-Zantani    | 1. März 2008     |
| 31. März 2008            | Ömür Şölendil          | (* 20. Juli 1953 in Istanbul) 1971: Abitur auf dem Izmir College, 1976 Studium: Wirtschafts- und Verwaltungswissenschaft an der Technischen Universität des Nahen Ostens, 2006–2008: Botschafter in Ulaanbaatar, 2008–2009: Botschafter in Tripolis, 30. April 2011 – zwischen 15. September 2014 war er Botschafter in Bukarest, 1. Oktober 2014 Botschafter in Skopje.                                                                                    | Recep Tayyip Erdoğan         | Muftah Muhammad Kaiba          | 17. Sep. 2009    |
| 7. Nov. 2009             | Salim Levent Şahinkaya | (* 19. Juli 1959 in Istanbul) Studium der Wirtschaftswissenschaft an der Universität Grenoble, 28. März 2008 – 7. November 2009: Botschafter in Nairobi, 7. November 2009 – 13. September 2011: Botschafter in Tripolis, 18. Oktober 2011 – 1. Dezember 2013 Zeremonienmeister, seit 1. Dezember 2013: Botschafter in Luxemburg. | Recep Tayyip Erdoğan         | Mubarak Abdallah asch-Schamich | 2. Juli 2011     |
| 13. Sep. 2011            | Ali Kemal Aydın        | (* 1965 in Tercan) Studium der Politikwissenschaft an der Universität Ankara, 1986: Eintritt in den auswärtigen Dienst, 2005–2009: Generalkonsul in Aleppo, 2. September 2011 – 15. September 2013: Botschaft in Tripolis. | Recep Tayyip Erdoğan         | Mustafa Abd al-Dschalil        | 15. Sep. 2013    |
| 1. Okt. 2013             | Ahmet Yakıcı           | (* 1953 in Yahyalı) 1975: Studium der Politikwissenschaft an der Universität Ankara, 1976: Hilfsinspektor beim Handelsministerium, anschließend im Finanzministerium und Außenministerium beschäftigt, in Damaskus und Seoul beschäftigt, Oktober 2013: Ernennung zum Botschafter in Tripolis. | Recep Tayyip Erdoğan         | Nuri Busahmein                 | 2014             |
| 2014                     | Ahmet Aydın Doğan      | | Ahmet Davutoğlu              | Aguila Saleh Issa              |                  |